# Huta Padang Pk
Huta Padang Pk is een bestuurslaag in het regentschap Padang Sidempuan van de provincie Noord-Sumatra, Indonesië. Huta Padang Pk telt 541 inwoners (volkstelling 2010).